# Bertsch-Oceanview
Bertsch-Oceanview é uma Região censo-designada localizada no Estado americano da Califórnia, no condado de Del Norte.

## Geografia
A área total da cidade é de 15,3 km² (5,9 mi²), sendo 14,2 km² (5,5 mi²) de terra e 1,1 km² (0,4 mi²) de água (6,96%).

## Demografia
De acordo com o censo de 2000, a densidade populacional é de 157,4/km² (407,9/mi²) entre os 2238 habitantes, distribuídos da seguinte forma:
- 80,12% caucasianos
- 0,89% afro-americanos
- 9,61% nativo americanos
- 2,46% asiáticos
- 0,04% nativos de ilhas do Pacífico
- 3,13% outros
- 3,75% mestiços
- 9,12% latinos

Existem 570 famílias na cidade, e a quantidade média de pessoas por residência é de 2,75 pessoas.

## Localidades na vizinhança
O diagrama seguinte representa as localidades num raio de 40 km ao redor de Bertsch-Oceanview. 